# 8. Rajdowe Samolotowe Mistrzostwa Polski
8. Rajdowe Samolotowe Mistrzostwa Polski – mistrzostwa Polski w lataniu rajdowym, przeprowadzone w dniach 4-8 lipca 2018 r. w Nowym Targu.
Mistrzostwa dofinansowane były ze środków Ministerstwa Sportu i Turystyki. Stanowiły kwalifikację pilotów do Kadry Narodowej 2019 oraz  ostatni etap przygotowań załóg do XXI Mistrzostw Świata w Lataniu Rajdowym.
Sklasyfikowano 11 załóg. 

## Wyniki
Najlepsze wyniki: 
| Miejsce | Załoga                                | Punkty karne |
| ------- | ------------------------------------- | ------------ |
|         | Janusz Darocha / Zbigniew Chrząszcz   | 168          |
|         | Michał Wieczorek / Marcin Wieczorek   | 439          |
|         | Marcin Chrząszcz / Michał Chrząszcz   | 557          |
| 4       | Krzysztof Wieczorek / Kamil Wieczorek | 647          |
| 5       | Marek Kachaniak / Łukasz Pawlak       | 914          |